# Municipio de Struga
El municipio de Struga (en idioma macedonio: Општина Струга) es uno de los ochenta y cuatro municipios en los que se subdivide administrativamente Macedonia del Norte.

## Geografía
Este municipio se encuentra localizado en el territorio que abarca la región estadística de Sudoeste.

### Pueblos
- Bezovo
- Bidževo
- Bogojci
- Borojec
- Brčevo
- Burinec
- Delogoždi
- Dobovjani
- Dolna Belica
- Dolno Tateši
- Draslajca
- Drenok
- Džepin
- Frangovo
- Globočica
- Gorna Belica
- Gorno Tateši
- Jablanica
- Kališta
- Korošišta
- Labuništa
- Lakaica
- Livada
- Lokov
- Ložani
- Lukovo
- Mali Vlaj
- Misleševo
- Mislodežda
- Modrič
- Moroišta
- Nerezi
- Novo Selo
- Oktisi
- Piskupština
- Podgorci
- Poum
- Prisovjani
- Radolišta
- Radožda
- R'žanovo
- Selci
- Šum
- Tašmaruništa
- Toska
- Velešta
- Višni
- Vraništa
- Zagračani
- Zbaždi

## Población
La superficie de este municipio abarca una extensión de territorio de unos 483 kilómetros cuadrados. La población de esta división administrativa se encuentra compuesta por un total de 63.376 personas (según las cifras que arrojaron el censo llevado a cabo en el año 2002). Mientras que su densidad poblacional es de unos 131 habitantes por cada kilómetro cuadrado aproximadamente.